# R&B contemporâneo
O R&B contemporâneo (do inglês contemporary R&B) é um gênero musical que combina elementos do rhythm and blues, soul, funk, pop, hip-hop e dance music; apresenta um estilo distintivo de produção musical, caracterizado pelo uso da caixa de ritmos, uma batida ocasional de saxofone para dar uma sensação de jazz (principalmente nas canções R&B contemporâneas anteriores ao ano de 1995) e um estilo de arranjo vocal suave e exuberante. 
As influências eletrônicas estão se tornando uma tendência crescente e o uso de batidas do hip-hop e elementos da dance music são típicos, embora as batidas mais pesadas do hip hop sejam suavizadas. Vocalistas de R&B são muitas vezes conhecidos pelo uso de melisma, que foi popularizado por artistas como Stevie Wonder, Michael Jackson, Whitney Houston e Mariah Carey. O gênero possui categorias específicas no Grammy Awards, como Best R&B Song e Best Contemporary R&B Album.

## História
O R&B contemporâneo surgiu no início na década de 1980 quando os músicos começaram a misturar batidas de disco com hip-hop, soul e funk. Apesar da década de 80 ser conhecida como uma década em que o rock prevaleceu, artistas como Michael Jackson, Prince, Lionel Richie, Stevie Wonder, Marvin Gaye, Whitney Houston e Janet Jackson levaram o estilo ao mainstream, transformando "R&B" sinônimo para "música pop" nos anos seguintes.
O álbum Thriller (1982) de Michael Jackson, voltado para o R&B, detém o título de "álbum mais vendido de todos os tempos". Na época ganhou vários prêmios, como o Grammy de "Melhor álbum de R&B". Depois desse álbum considerado um "divisor de águas" no mundo da música, Jackson quebrou barreiras raciais dando oportunidade a artistas negros dominarem o cenário musical oitentista, como Prince e Lionel Richie.
Tina Turner a "Rainha do Rock" fez um retorno nos anos oitenta em carreira solo com um som mais voltado para o R&B, artistas como Whitney Houston e Janet Jackson foram as grandes revelações. O álbum Control (1986) de Janet Jackson foi importante para o desenvolvimento do chamado R&B contemporâneo, tanto que o termo "contemporâneo" só é adotado em músicas de R&B vindas depois da metade dos anos 80, mesmo os primórdios do estilo ter começado no início da década. Janet juntamente com os produtores Jimmy Jam e Terry Lewis criaram um som que fundia funk com doses pesadas de sintetizadores, percussão de rua e efeitos sonoros com uma sensibilidade de rap". Ela ainda juntou-se a outro importante produtor chamado Teddy Riley, que misturava R&B com hip-hop, dando origem ao New Jack Swing, que foi aplicado a artistas como Bobby Brown, Keith Sweat, Guy, Jodeci e Bell Biv DeVoe.
No fim dos anos 80, George Michael, agora em carreira solo, lançou o álbum Faith (1987), que tinha uma sonoridade soul. O álbum alcançou o primeiro lugar nas paradas de R&B, feito inédito para um artista branco. Faith ainda ganhou o Grammy de "Melhor álbum de R&B". Michael Jackson permaneceu como uma figura de destaque no gênero com o lançamento de Bad (1987), que na época chegou a torna-se o segundo álbum mais vendido de todos os tempos, atrás somente de Thriller. Sua irmã Janet Jackson lançou o elogiado álbum Janet Jackson's Rhythm Nation 1814 (1989) com um som mais voltado para o new jack swing, e letras com temas sociais".

### Década de 1990
Usando faixas de apoio inspiradas no hip hop, um novo gênero denominado "hip hop soul" foi criado por Mary J. Blige e pelo produtor Sean Combs.
Na década de 1990, o new jack swing fortaleceu-se com o álbum Dangerous (1991) de Michael Jackson, agora já conhecido como "Rei do Pop", que chegou a vender mais que Bad. Em 1994 Madonna lançou o álbum Bedtime Stories. O álbum foi inspirado pelo R&B contemporâneo e new jack swing, o desenvolvimento de um modo geral, foi direcionado mais ao mainstream. Como seu antecessor Erotica (1992), Bedtime Stories explora temas líricos de amor, tristeza e romance, mas com uma abordagem menos sexual, e conta com canções como Take a Bow e Human Nature que tornaram-se verdadeiros hinos R&B da década de 90. o grupo Boyz II Men influênciado pelo som da Motown e o cantor Babyface também foram um dos grandes nomes do new jack swing. Mariah Carey e Whitney Houston, influenciadas vocalmente por Stevie Wonder e Luther Vandross, popularizaram o melisma, técnica vocal usada no Gospel, originando um estilo chamado "quiet storm". Entre as grandes canções da técnica destacam-se "Vision of Love" (1990), e "Love Takes Time" (1990) de Mariah e "All the Man That I Need" (1990) e "I Will Always Love You" (1992) de Houston".
Durante esse período, os grandes nomes do R&B contemporâneo da década anterior continuaram a fazer sucesso como, Michael Jackson, Janet Jackson, Whitney Houston. As revelações de sucesso Mariah Carey, Boyz II Men, Babyface, e ainda jovens grupos femininos como TLC e SWV. TLC inclusive chegou a se tornar o grupo feminino de R&B que mais vendeu no mundo todo.
Em meados da década até o início dos anos 2000 o Neo soul, mistura do soul dos anos 70 com elementos de jazz, funk, hip hop, conseguiu uma grande popularidade com artistas como Lauryn Hill, Alicia Keys, D'Angelo, Mary J. Blige, Maxwell, India.Arie, Erykah Badu, Jill Scott dentre outros.

### Década de 2000
Após períodos de sucesso flutuante, a música urbana alcançou o domínio comercial durante o início dos anos 2000, que apresentou um enorme sucesso nas paradas da Billboard por artistas de R&B e hip hop.
Em 2001, Alicia Keys lançou "Fallin'" como seu single de estreia, chegando ao número um nas paradas Billboard Hot 100. Ganhou três prêmios no Grammy Awards de 2002, incluindo Canção do Ano, Melhor Canção de R&B e Melhor Performance Vocal Feminina de R&B. Também foi indicado para Gravação do Ano. O álbum de estreia solo de Beyoncé em estúdio, Dangerously in Love foi lançado em 2003 e vendeu mais de 5 milhões de cópias nos Estados Unidos e ganhou cinco prêmios Grammy Awards. Destiny's Child foram eleitas pela Billboard as artistas do ano de 2001.
Confessions de Usher foi lançado em 2004 e vendeu 1,1 milhão de cópias em sua primeira semana e mais de 8 milhões de cópias em 2004, desde então foi certificado como Diamante pela Recording Industry Association of America (RIAA) e, a partir de 2016, vendeu mais de 10 milhões de cópias nos EUA e mais de 20 milhões de cópias em todo o mundo. Confessions teve quatro singles consecutivos número um na Billboard Hot 100, sendo "Yeah!", "Burn", "Confessions Part II" e "My Boo".  Ganhou três prêmios Grammy Awards de 2005, incluindo Melhor Álbum de R&B Contemporâneo, Melhor Performance de R&B por um Duo ou Grupo com Vocal por "My Boo" e Melhor Colaboração de Rap/Cantada por "Yeah!"  Usher foi eleito o artista do ano pela Billboard em 2004.
Entre 2005 e 2009, Usher, Beyoncé e Keys lançaram os bem sucedidos álbuns B'Day, Here I Stand, I Am... Sasha Fierce e The Element of Freedom. The Emancipation of Mimi, de Mariah Carey, foi lançado em 2005 e estreou em primeiro lugar na Billboard 200 e ganhou dez indicações ao Grammy. O segundo single "We Belong Together" liderou as paradas Hot 100 por 14 semanas e ganhou um Grammy de Melhor Performance Vocal Feminina de R&B em 2006. A metade dos anos 2000 veio com o surgimento de novos artistas emergentes de R&B Ashanti, Keyshia Cole, Ne-Yo e Akon. O álbum de estreia homônimo de Ashanti liderou as paradas da Billboard 200. Ele lhe rendeu três indicações ao Grammy, ganhando uma de Melhor Álbum de R&B Contemporâneo. 
"So Sick", de Ne-Yo se tornou um grande sucesso ao chegar ao topo da Billboard Hot 100. Aos dezesseis anos, Chris Brown lançou seu álbum autointitulado em 2005, que estreou no número dois na Billboard 200. Seu single de estreia "Run It!" alcançou o topo da Billboard Hot 100. Rihanna passou a incorporar elementos do R&B a partir de seu álbum Good Girl Gone Bad. Because of You lançada em 2007 por Ne-Yo ganhou o prêmio de Melhor Álbum de R&B Contemporâneo no 50º Grammy Awards. Em 2009 "Miss Independent", ganhou o prêmio, bem como Melhor Canção de R&B no 51º Grammy Awards. Chris Brown foi eleito o artista do ano pela Billboard em 2006 e 2008, Akon foi eleito em 2007.
De acordo com a Billboard, os artistas de R&B mais bem-sucedidos comercialmente da década foram Usher, Alicia Keys, Beyoncé, Mariah Carey, Rihanna, Chris Brown, Ne-Yo e Akon.

### Década de 2010
Continuando a sequencia evolutiva das décadas de 1990 e 2000, o R&B, como muitos outros gêneros, atraiu influências das inovações técnicas da época e começou a incorporar na década de 2010, sons e instrumentos mais eletrônicos e feitos por máquinas, esse estilo em evolução chamado Electro-R&B lentamente começou a dominar o gênero. O uso de efeitos como Auto-Tune e novos sintetizadores computadorizados deram ao R&B uma sensação mais futurista, enquanto ainda tentavam incorporar muitos dos temas comuns do gênero, como amor e relacionamentos.
Os artistas do início dos anos 2010, Usher e Chris Brown, começaram a abraçar novas influências eletrônicas, mantendo a sensação original do R&B. Músicas como "OMG" e "DJ Got Us Fallin' in Love" de Usher e "Yeah 3x" e Beautiful People de Chris Brown eram canções de EDM. O álbum F.A.M.E. de Brown, vencedor do Melhor Álbum de R&B de 2012 trazia grandes influências da modernização do gênero.  John Legend alcançou  primeiro lugar na Billboard Hot 100 com a canção All of Me, com os elementos mais tradicionais do R&B.
O R&B passou a ser mais diversificado e a incorporar mais elementos sonoros do que antes, à medida que expandiu seu apelo e viabilidade comercial. Gêneros como o rap também passaram a ser grandemente incluídos por artistas de R&B para o sucesso comercial. Artistas como Jeremih e Miguel surgiram em parcerias com rappers. A influência da música Trap manteve uma forte presença nas paradas musicais com as canções de Beyoncé "Drunk in Love", "Flawless" e "7/11", o álbum de estúdio de estreia de Bryson Tiller, Trapsoul e "Thick of It" de Mary J. Blige. 
Dentro das novas influências, Frank Ocean e The Weeknd surgiram como clássicos instantâneos durante a década. Ambos se tornaram atrações principais pelo mundo em festivais como o Coachella e pelas suas influências e afiliações a artistas Indie. O termo passou a ser classificado como R&B alternativo. Os álbuns de Ocean, Channel Orange e Beauty Behind the Madness de Weeknd, "Kaleidoscope Dream" de Miguel atingiram grandes níveis de popularidade, além de impulsionarem o surgimento de artistas como Jhené Aiko, FKA Twigs e Tinashe. As novas influências causaram o debate de que o R&B estaria "morto" devido as mudanças em sua identidade. Sobre o assunto, a revista Complex apontou um erro de rotulagem como a causa dos comentários, citando sucessos da década como Blurred Lines de Robin Thicke, The 20/20 Experience de Justin Timberlake e 24K Magic de Bruno Mars como trabalhos de R&B erroneamente classificados como pop pelos críticos devido as origens dos músicos não serem tradicionalmente da Black music. A rotulagem racial foi criticada por artistas como Tyler, the Creator que criticou a academia de artes por nomear a categoria de álbuns como "Urban". O Grammy Awards alterou em 2020 a categoria para o termo "Progressive R&B" que abrangeria tanto os artistas do R&B alternativo quanto do contemporâneo.